# 893
893 (DCCCXCIII) je bilo navadno leto, ki se je po julijanskem koledarju začelo na ponedeljek.

## Dogodki
- 1. januar

## Rojstva
- Ludvik Otrok, kralj Vzhodne Frankovske in Lotaringije († 911)

## Smrti
- Fotij I., bizantinski pravoslavni teolog in filozof (* 810)
- Vladimir Rasate, bolgarski knez (* okrog 850)